# Alpes de Ybbstal
Os Alpes de Ybbstal - Ybbstaler Alpen em alemão - é um maciço montanhoso que se estende pelas regiões de Estíria, da Alta Áustria, e da  Baixa Áustria, na Áustria. Tira o nome do rio com o mesmo nome e tem como ponto mais alto é o  Hochstadl' com 1.1919 m.

## Localização
Os Alpes de Ybbstal têm a Leste os Alpes de Turnitz, a Sul os Alpes orientais-norte da Estíria, a Sudoeste os Alpes de Ennstal, e a Oeste os Pré-Alpes da Alta Áustria.

## SOIUSA
A Subdivisão Orográfica Internacional Unificada do Sistema Alpino (SOIUSA) dividiu os Alpes em duas grandes Partes: Alpes Ocidentais e Alpes Orientais, separados pela linha formada pelo  Rio Reno - Passo de Spluga - Lago de Como - Lago de Lecco.
Os Alpes da Baixa Áustria são formados pelos Alpes de Turnitz, pelos Alpes de Ybbstal, e os Pré-Alpes orientais da Baixa Áustria.

### Classificação  SOIUSA
Segundo a SOIUSA este acidente geográfico é uma Sub-secção alpina com as seguintes características:
- Parte = Alpes Orientais
- Grande sector alpino = Alpes Orientais-Norte
- Secção alpina = Alpes da Baixa Áustria
- Sub-secção alpina =  Alpes de Ybbstal
- Código = II/B-27.II

## Imagens

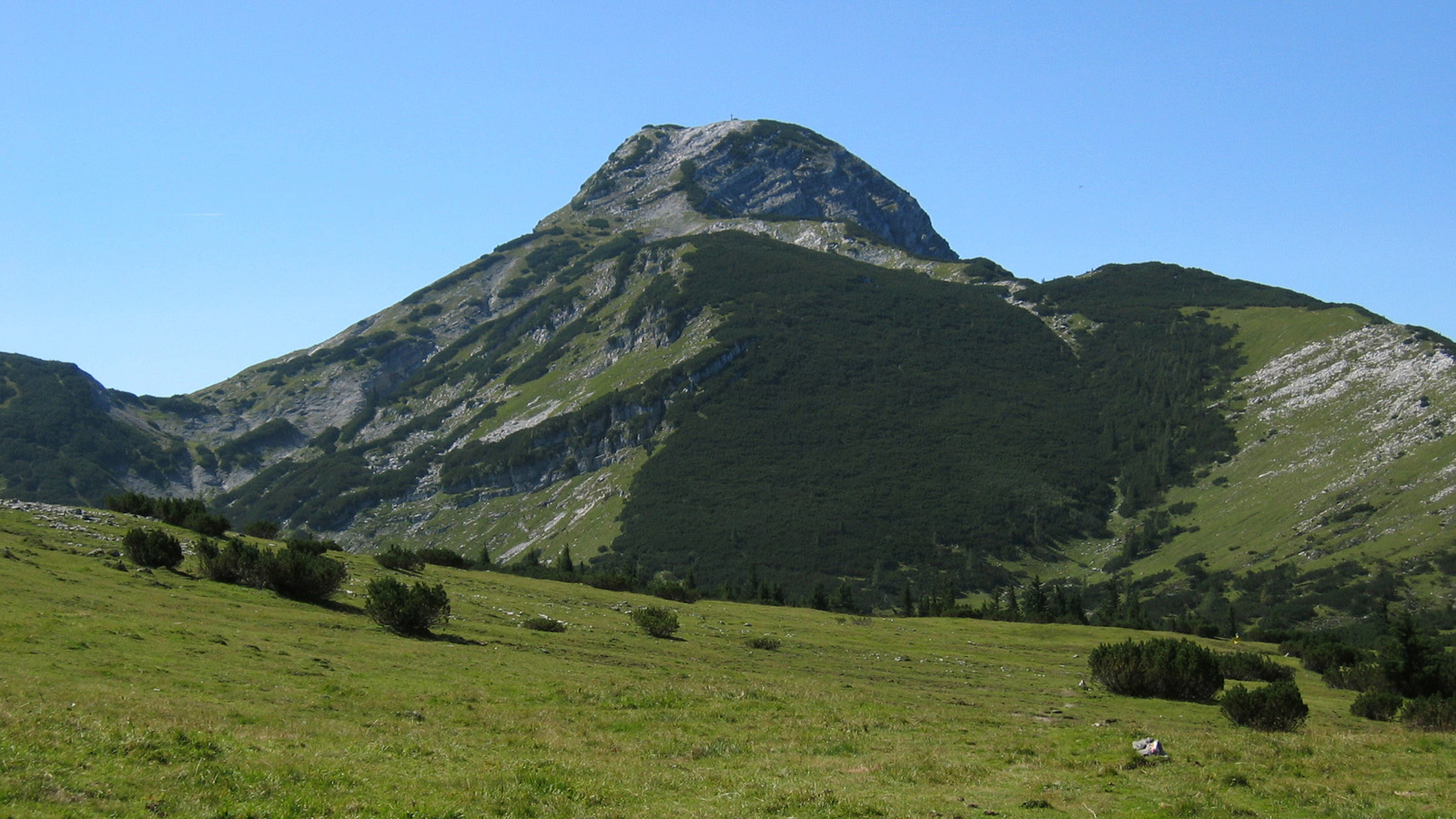
O  Kräuterin-Hochstadl